# Везервакс, Кен
Кеннет Патрик «Кен» Везервакс (англ. Kenneth Patrick "Ken" Weatherwax; 29 сентября 1955, Лос-Анджелес — 7 декабря 2014, Уэст-Хиллз) — американский актёр, наиболее известный по роли Пагсли Аддамса в телесериале «Семейка Аддамс», а также в телевизионном фильме 1977 года «Хэллоуин с новой семейкой Аддамс». Умер 7 декабря 2014 года от сердечного приступа, в своем доме в Уэст-Хиллз, штат Калифорния, в возрасте 59 лет. Он был похоронен на кладбище Мемориального парка Валгалла.

## Фильмография
| Год       |    | Русское название                 | Оригинальное название                | Роль           |
| --------- | -- | -------------------------------- | ------------------------------------ | -------------- |
| 1964      | с  | Караван повозок                  | Wagon Train                          | полный мальчик |
| 1964—1966 | с  | Семейка Аддамс                   | The Addams Family                    | Пагсли Аддамс  |
| 1973      | мс | Семейка Аддамс                   | The Addams Family                    | Пагсли Аддамс  |
| 1977      | тф | Хэллоуин с новой семейкой Аддамс | Halloween with the New Addams Family | Пагсли Аддамс  |